# Joan Jordán
Joan Jordán Moreno (Regencós, 6 juli 1994) is een Spaans voetballer die doorgaans speelt als middenvelder. In juli 2019 verruilde hij Eibar voor Sevilla.

## Clubcarrière
Jordán speelde in de jeugd van Espanyol en speelde tussen 2012 en 2015 drie seizoenen als vaste basisspeler in het tweede elftal van de club, waar hij later ook zijn debuut zou maken in het eerste elftal. Op 30 augustus 2014 werd in eigen huis met 1–2 verloren van Sevilla. Carlos Bacca en Vicente Iborra maakten de goals voor de bezoekers, waarna Cristhian Stuani iets terugdeed namens Espanyol. Jordán begon tijdens deze wedstrijd op de reservebank maar hij mocht van coach Sergio González twintig minuten voor tijd invallen voor Abraham González. Zijn eerste treffer op het hoogste niveau maakte de middenvelder op 10 januari 2016. Op die dag tekende hij op aangeven van Marco Asensio voor de gelijkmaker nadat Takashi Inui zijn club Eibar op voorsprong had gezet. Door een benutte strafschop van Borja Bastón won Eibar het duel met 2–1.
In de zomer van 2016, nadat hij twaalf competitiewedstrijden had gespeeld voor Espanyol met daarin één treffer, huurde Real Valladolid hem voor het seizoen 2016/17. Met Valladolid speelde hij vijfendertig wedstrijden in de Segunda División, telkens als basisspeler. Hierin kwam hij tot drie doelpunten. Na zijn terugkeer van deze verhuurperiode nam Eibar hem over voor circa één miljoen euro. Bij zijn nieuwe club zette hij zijn handtekening onder een verbintenis voor de duur van drie seizoenen. Met Eibar speelde hij twee seizoenen als basisspeler in de Primera División.
Hij verkaste in de zomer van 2019 voor circa veertien miljoen euro naar Sevilla. Hier tekende hij voor vier seizoenen. Zijn contract werd in januari 2022 opengebroken en met vier jaar verlengd, tot medio 2027. Tijdens het seizoen 2023/24 kwam Jordán weinig aan spelen toe, waarop hij in augustus daarna gehuurd werd door Deportivo Alavés.

## Clubstatistieken
| Seizoen | Club               | Competitie       | Competitie | Competitie | Beker | Beker | Internationaal | Internationaal | Totaal | Totaal |
| Seizoen | Club               | Competitie       | Wed.       | Dlp.       | Wed.  | Dlp.  | Wed.           | Dlp.           | Wed.   | Dlp.   |
| ------- | ------------------ | ---------------- | ---------- | ---------- | ----- | ----- | -------------- | -------------- | ------ | ------ |
| 2014/15 | Espanyol           | Primera División | 3          | 0          | 2     | 0     | —              | —              | 5      | 0      |
| 2015/16 | Espanyol           | Primera División | 9          | 1          | 3     | 0     | —              | —              | 12     | 1      |
| 2016/17 | → Real Valladolid  | Segunda División | 35         | 3          | 2     | 0     | —              | —              | 37     | 3      |
| 2017/18 | Eibar              | Primera División | 35         | 6          | 2     | 0     | —              | —              | 37     | 6      |
| 2018/19 | Eibar              | Primera División | 36         | 4          | 2     | 0     | —              | —              | 38     | 4      |
| 2019/20 | Sevilla            | Primera División | 34         | 2          | 3     | 0     | 10             | 0              | 47     | 2      |
| 2020/21 | Sevilla            | Primera División | 35         | 1          | 7     | 1     | 8              | 0              | 50     | 2      |
| 2021/22 | Sevilla            | Primera División | 36         | 0          | 4     | 0     | 9              | 1              | 49     | 1      |
| 2022/23 | Sevilla            | Primera División | 23         | 0          | 5     | 1     | 11             | 1              | 39     | 2      |
| 2023/24 | Sevilla            | Primera División | 8          | 0          | 2     | 0     | 3              | 0              | 13     | 0      |
| 2024/25 | → Deportivo Alavés | Primera División | 25         | 5          | 2     | 0     | —              | —              | 27     | 5      |
| Totaal  | Totaal             | Totaal           | 279        | 22         | 34    | 2     | 41             | 2              | 354    | 26     |

Bijgewerkt op 20 juli 2025.

## Erelijst
| Competitie         |         |                  |
| Competitie         | Aantal  | Jaren            |
| Sevilla            | Sevilla | Sevilla          |
| ------------------ | ------- | ---------------- |
| UEFA Europa League | 2       | 2019/20, 2022/23 |